# Тамаркин, Яков Давидович
Я́ков Дави́дович Тама́ркин (англ. Jacob David Tamarkin; 28 июня (11 июля) 1888, Чернигов — 18 ноября 1945, Бетесда, Монтгомери, Мэриленд, США) — российско-американский математик, профессор, декан физико-математического факультета Пермского университета (1920), заведующий кафедрой математики Петроградского политехнического института (1920—1925), профессор Дартмутского колледжа Брауновского университета (c 1927). Вице-президент Американского математического общества (1942—1943). Член Американской академии искусств и наук. Создатель научной школы.

## Биография
Родился 28 июня 1888 года в Чернигове. Отец — врач Давид Ильич Тамаркин, мать — Софья Борисовна Красильщикова из семьи зажиточного еврейского землевладельца. Окончил 2-ю гимназию Санкт-Петербурга, где учился в одном классе с А. А. Фридманом (вместе с которым в 1906 году опубликовал свою первую научную статью). Учился на физико-математическом факультете Санкт-Петербургского университета, по окончании которого был оставлен при нём для подготовки к профессорскому званию.
Преподавал в Институте инженеров путей сообщения, в Электротехническом и Политехническом институтах. В 1917 году защитил диссертацию.
В 1919 году женился на Елене Георгиевне Вейхард. В 1919—1920 годах — профессор Пермского университета.
C 21 февраля 1920 по 31 марта 1920 работал деканом физико-математического факультета Пермского университета «ввиду отказа от должности исполняющего обязанности декана факультета профессора А. С. Безиковича».
В 1920—1925 годах — заведующий кафедрой математики Петроградского политехнического института. Весной 1924 года Тамаркин был на 1-м Международном конгрессе по прикладной математике в Дельфте, а в августе 1924 года ездил вместе с большой группой советских математиков, в числе которых были А. С. Безикович и Я. В. Успенский, на Международный конгресс математиков в Торонто (Канада).
Жил в США с 1925 года. Преподавал в Дартмутском колледже в качестве приглашённого профессора. С 1927 года — профессор Брауновского университета в штате Род-Айленд. В 1942—1943 годах — вице-президент Американского математического общества. Член Американской академии искусств и наук. Создал свою научную школу, подготовил более двух десятков докторов наук.

## Труды
- Курс анализа (1914)
- О некоторых общих задачах теории обыкновенных дифференциальных уравнений и о разложении произвольной функции в ряды (1917)
- Курс высшей математики для инженеров и физиков (1924, в соавторстве с В. И. Смирновым)